# Landisburg
Landisburg é um distrito localizado no estado norte-americano de Pensilvânia, no Condado de Perry.

## Demografia
Segundo o censo norte-americano de 2000, a sua população era de 195 habitantes.
Em 2006, foi estimada uma população de 191, um decréscimo de 4 (-2.1%).

## Geografia
De acordo com o United States Census Bureau tem uma área de
0,3 km², dos quais 0,3 km² cobertos por terra e 0,0 km² cobertos por água. Landisburg localiza-se a aproximadamente 191 m acima do nível do mar.

## Localidades na vizinhança
O diagrama seguinte representa as localidades num raio de 20 km ao redor de Landisburg.